# جيمي ماسي
جيمي ماسي (بالإنجليزية: Jimmy Massey)‏ هو سائق سيارة سباق أمريكي، ولد في 11 ديسمبر 1929 في ميباني في الولايات المتحدة، وتوفي في 21 أغسطس 2015.